# Distribution numérique
Ne doit pas être confondu avec Disponibilité numérique.
Pour les articles homonymes, voir ESD.

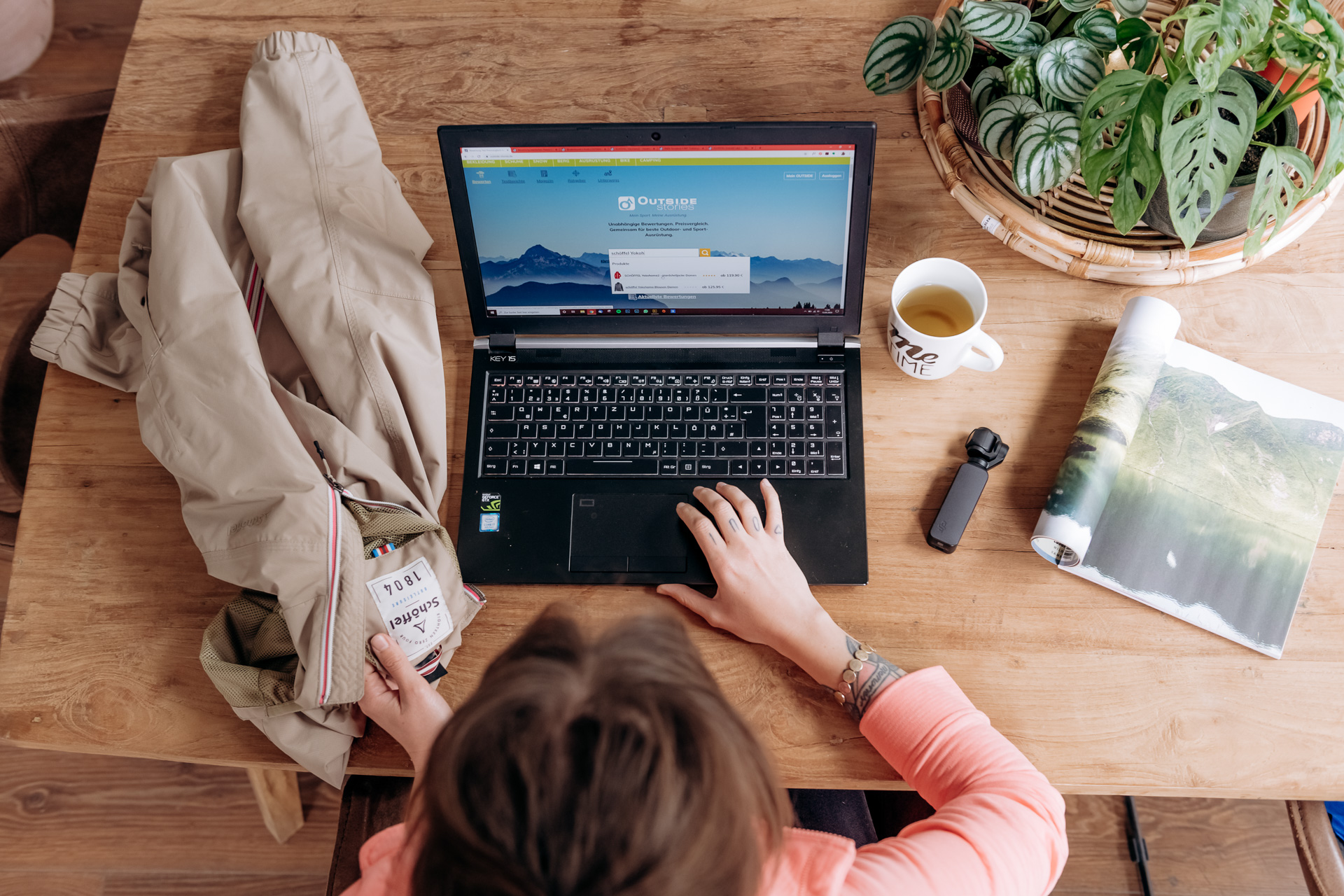
Image d'illustration, ordinateur et utilisatrice

La distribution numérique (en anglais, Electronic Software Distribution ou ESD) ou distribution en ligne, décrit la fourniture de contenus multimédia, tels la musique, les films, les logiciels ou encore les jeux vidéo, sans l'utilisation d'un support physique conventionnel. La distribution numérique contourne les méthodes classiques de distribution physique, que sont le papier ou le disque optique. Le terme est généralement appliqué aux produits autonomes ; les extensions téléchargeables pour les autres produits sont plus communément connu sous la dénomination contenu téléchargeable. Un service en ligne qui se charge de distribuer des applications est généralement appelé un store ou marché d'applications.
Avec l'avancement des capacités de bande passante, la distribution numérique a pris de l'importance dans les années 2000. Le contenu distribué en ligne peut être lu en continu (streaming) ou téléchargé. Le streaming permet la lecture d'un flux en continu à mesure qu'il est diffusé, tandis que la diffusion par téléchargement nécessite de récupérer l'ensemble des données sur le disque dur avant de pouvoir les lire.  
Des réseaux spécialisés – réseau de diffusion de contenu (RDC) – favorisent la distribution numérique sur Internet.

## Principe
Afin d'obtenir le succès commercial d'une œuvre, les artistes doivent entrer dans la chaîne de production et d'édition des industries. Les maisons d'édition aident les artistes à faire de la publicité, à financer et à distribuer leurs œuvres sur le marché. Dans certaines industries, particulièrement celles des jeux vidéo, les professionnels ont l'habitude de dépendre des éditeurs, et se trouvent parfois limités puisque la maison d'édition peut considérer que leurs idées ne seront pas assez lucratives. Cela peut rapidement déboucher sur une standardisation du contenu et limiter de nouvelles idées, plus risquées.
En optant pour la distribution numérique, un artiste peut publier son œuvre en minimisant les coûts. Cela résulte souvent d'une réduction des prix des contenus pour les consommateurs et un bénéfice plus important pour les artistes, ainsi qu'une plus grande liberté artistique.
La distribution numérique ouvre aussi la porte à de nouveaux modèles économiques (par exemple, l'Open Music Model). Par exemple, un artiste pourrait publier une piste d'un album ou un chapitre d'un livre à la fois au lieu d'avoir à attendre que tous soient terminés.
Si le contenu est bien reçu, les artistes pourront continuer avec le reste de l'œuvre. Dans le cas contraire, ils peuvent décider d'arrêter et ne pas continuer d'investir dans quelque chose qui ne sera pas viable financièrement.
Les jeux vidéo ont augmenté la flexibilité dans ce domaine. Cela s'illustre par des modèles de micropaiement comme celui dans GunBound. L'avantage de ces nouveaux modèles est leur accessibilité aux artistes indépendants ou les équipes d'artistes qui n'ont pas le temps, des fonds, ou l’expérience de créer un nouveau produit d'un seul coup.
On peut trouver un exemple dans l'industrie de la musique. Pour la première fois, les artistes indépendants peuvent accéder aux mêmes circuits de distribution que les maisons de disques les plus importantes, sans des pratiques restrictives et des coûts importants de production. Il existe de plus en plus de labels discographiques sur Internet qui permettent aux artistes indépendants de distribuer leurs œuvres directement aux magasins de musique en ligne, et dans certains cas accompagnés de services de promotion. De plus, certains choisissent de mettre en vente leur contenu via leur propre sites Web ; ils se passent donc du distributeur et peuvent ainsi augmenter leur profit. Pour distribuer sa musique sur les plateformes numériques comme iTunes, Spotify ou Deezer, il est possible d'utiliser les services d'agrégateurs tels que  iMusician Digital, Zimbalam, CD Baby, Tunecore et bien d'autres.

## Avantages

### La vente directe
Les produits distribués numériquement requièrent moins d'intermédiaires, et par conséquent les créateurs obtiennent plus de bénéfices. Cela limite aussi l'impact écologique du produit, puisque la production de médias physiques est éliminée dans sa quasi-totalité.

### Une disponibilité globale
La distribution numérique par inhérence possède l'un des plus grands forts points d'Internet : sa disponibilité.
Celle-ci est telle que n'importe quelle personne dans le monde avec une connexion à Internet peut acheter et obtenir facilement une copie numérique. De cette façon, le contenu est théoriquement illimité, les prix d'envoi sont éliminés ainsi que les temps d'attente. Mais cet aspect avantageux est souvent atténué par les droits régionaux de distribution, qui limitent la disponibilité régionale du produit.

### Une production facile
À la différence de la distribution physique, dans lesquelles une condition requise minimale de produits physiques existe, le produit numérique n'a pas besoin d'être produit en masse pour approvisionner les vendeurs. Avec une seule copie originale, on peut doubler rapidement des copies pour satisfaire la demande.
Cela peut réduire en grande partie les prix de maintenance, puisqu'il n'est pas nécessaire d'avoir un dépôt ou un magasin pour préserver le produit (humidité, sécurité, etc.). Un catalogue complet de produits peut se maintenir d'une manière sûre et bon marché.

## Critiques

### Les maisons d'édition
Il y a des inconvénients dans les solutions indépendantes, comme la perte de financement de la part des maisons d'édition. Cela peut être résolu de deux manières :
- Au moyen d'une affaire mixte dans laquelle le contenu est distribué numériquement mais disposant de l'appui d'une maison d'édition. Cela se traduit en général par un compromis : la maison d'édition peut exiger un pourcentage des ventes en ligne, ou que les prix des ventes en ligne soient les mêmes ou même plus grand que ceux des ventes au moyen d'une distribution physique. Cela est rarement apprécié par les adeptes de la distribution numérique.
- Utiliser les nouveaux modèles économiques qui surgissent avec la distribution numérique, comme il est décrit plus haut.

La perte de publicité est un autre inconvénient qui surgit après avoir renoncé aux maisons d'édition.

### Impacts sur la rémunération des artistes
Les plateformes musicales d'écoute en ligne profiteraient surtout aux artistes déjà installés. En effet, elles « reversent en général trois-quarts de leurs revenus aux labels, qui distribuent ensuite leur part aux artistes. Dans le détail, pour gagner 100 euros, un artiste doit désormais vendre 100 albums en ligne, être écouté 250 000 fois en streaming payant, voire 1 million de fois en streaming gratuit ».